# Prochoreutis ultimana
Prochoreutis ultimana is een vlinder uit de familie glittermotten (Choreutidae). De wetenschappelijke naam is voor het eerst geldig gepubliceerd in 1909 door Krulikovsky.
De soort komt voor in Europa.